# Guaramiranga
Guaramiranga es un municipio brasileño del estado del Ceará, localizado en la región serrana del estado en la microrregión de Baturité y mesorregión del Norte Cearense. El municipio tiene cerca de 5 800 habitantes y 108 km², y su sede se localiza a 865 metros de altitud. Se destaca como destino turístico.

## Etimología
El topónimo Guaramiranga viene del Tupí guará (rojo) y miranga o piranga ( garza), significando pájaro rojo. Su denominación original era Conceiçao y desde 1890, Guaramiranga.

## Subdivisión
El municipio es dividido en 2 distritos: Guaramiranga (sede) y Pernambuquinho.

## Geografía

### Clima
Tropical caliente semiárido con un promedio de lluvias media de 1.434 mm con lluvias concentradas de enero a la abril.

### Hidrografía y recursos hídricos
Los principales cursos de agua forman parte de la cuenca Metropolitana, siendo ellas los río Pacoti y los arroyos: Candeias y Sinimbútantos, todos afluentes del río Aracoiaba.

### Relieve y suelos
Localizado en el Macizo de Baturité tiene como principal elevación el Pico Alto, con 1115 metros sobre el nivel del mar.

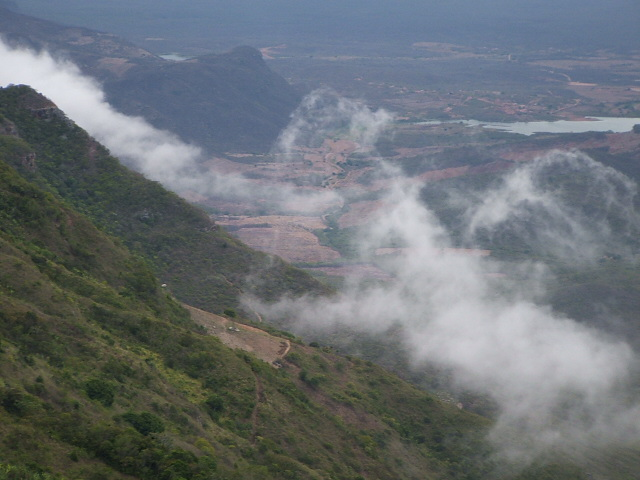
Vista del Pico Alto, próximo a Guaramiranga.

### Vegetación
Localizado en el Macizo de Baturité, tiene una vegetación variada desde la Caatinga arbustiva densa, vegetación semicaduca tropical, vegetación húmeda semi-perenofolia, vegetación caducifolia y Bosque Ciliar. Aquí existe una APA.